# Ted Chiang
Ted Chiang wł. Chiang Feng-nan (ur. 20 października 1967 w Port Jefferson) – amerykański pisarz science fiction pochodzenia chińskiego.

## Życiorys
Jest synem chińskich emigrantów z Tajwanu, którzy poznali się podczas studiów w Stanach Zjednoczonych. Jego ojciec jest emerytowanym profesorem na wydziale inżynierii na Stony Brook University w Nowym Jorku, zaś matka jest emerytowaną bibliotekarką. Ukończył studia informatyczne na Uniwersytecie Browna w Providence oraz warsztaty literackie Clarion Workshop na Uniwersytecie Michigan w Seattle. Tworzy tylko krótkie formy literackie.
Mieszka w Bellevue, w stanie Waszyngton, z partnerką, programistką Marcią Glover.

## Twórczość

### Opowiadania
- Wieża Babilonu (1990) – Złota księga fantasy 1999; Solaris 2006, 2010; Zysk i S-ka 2016
- Dzielenie przez zero (1991) – Solaris 2006, 2010; Zysk i S-ka 2016
- Zrozum (1991) – Solaris 2006, 2010; Zysk i S-ka 2016
- Historia twojego życia (1998) – Solaris 2006, 2010; Zysk i S-ka 2016
- Ewolucja ludzkiej nauki (2000) – Solaris 2006, 2010; Zysk i S-ka 2016
- Siedemdziesiąt dwie litery (2000) – Kroki w nieznane 2005; Steampunk (antologia) 2011; Solaris 2006, 2010; Zysk i S-ka 2016
- Piekło to nieobecność Boga (2001) – Solaris 2006, 2010; Zysk i S-ka 2016
- Co ma cieszyć oczy. Reportaż (2002) – Solaris 2006, 2010; Zysk i S-ka 2016
- Co z nami będzie (2005) – Kroki w nieznane 2006; Solaris 2010; Zysk i S-ka 2016, 2020
- Kupiec i wrota Alchemika (2007) – Nowa Fantastyka 3/2008; Solaris 2010; Zysk i S-ka 2016, 2020
- Wydech (2008) – Solaris 2010; Zysk i S-ka 2016, 2020
- Cykl życia oprogramowania (2010) – Kroki w nieznane 2010; Zysk i S-ka 2020
- Automatyczna Niania Dacy’ego (2011) – Kroki w nieznane 2012; Zysk i S-ka 2020
- Prawda faktów, prawda uczuć (2013) – Zysk S-ka 2020
- Wielka cisza (2015) – Zysk S-ka 2020
- Omfalos (2019) – Zysk S-ka 2020
- Lęk to zawrót głowy od wolności (2019) – Zysk S-ka 2020
- It’s 2059, and the Rich Kids are Still Winning (2019) New York Times (eng)

### Zbiory opowiadań
- Historia twojego życia (Story of Your Life, and Others 2002) – wyd. pol. Solaris, 2006, ISBN 83-89951-52-5; wznowienie Zysk i S-ka, 2016, ISBN 978-8365676-11-5.
- Siedemdziesiąt dwie litery – wyd. pol. Solaris, 2010, ISBN 978-83-7590-063-7.
- Wydech (Exhalation: Stories, 2019) – wyd. pol. Zysk i S-ka, 2020

## Nagrody
- Nebula
  - Wieża Babilonu (Tower of Babylon, 1990)
  - Historia twojego życia (Story of Your Life, 1998)
  - Piekło to nieobecność Boga (Hell Is the Absence of God, 2001)
  - Kupiec i wrota alchemika (The Merchant and the Alchemist’s Gate, 2007)

- Hugo
  - Piekło to nieobecność Boga (Hell Is the Absence of God, 2001)
  - Kupiec i wrota alchemika (The Merchant and the Alchemist’s Gate, 2008)
  - Wydech (Exhalation, 2009)
  - Cykl życia oprogramowania (The Lifecycle of Software Objects, 2010)[3]

- Nagroda Campbella (nowy pisarz)
  - 1992
- Theodore Sturgeon Award
  - Historia twojego życia (Story of Your Life, 1999)

- Nagroda Locusa
  - Piekło to nieobecność Boga (Hell Is the Absence of God, 2001)
  - Historia twojego życia (Story of Your Life, and Others, zbiór opowiadań 2002)
  - Wydech (Exhalation, 2008)
  - Cykl życia oprogramowania (The Lifecycle of Software Objects, 2010)
  - Omphalos (2020)[4]

- Nagroda Sidewise
  - Siedemdziesiąt dwie litery (Seventy-Two Letters, 2000)

- Nagroda BSFA
  - Wydech (Exhalation, 2008)

- Nagroda Seiun
  - Historia twojego życia (Story of Your Life, 2002)
  - Piekło to nieobecność Boga (Hell Is the Absence of God, 2004)
  - Kupiec i wrota alchemika (The Merchant and the Alchemist’s Gate, 2009)
  - Cykl życia oprogramowania (The Lifecycle of Software Objects, 2012)

## Ekranizacje
Na podstawie opowiadania Historia twojego życia w 2016 r. zrealizowano film fabularny Nowy początek.